# Reginald Mills
Reginald „Reggie“ Cuthbert Mills (* 15. Juli 1912 in London; † Juli 1990 ebenda) war ein britischer Filmeditor, der je einmal für den Oscar für den besten Schnitt, den Preis der British Academy of Film and Television Arts (BAFTA Award) für den besten Schnitt bei einem Kinofilm sowie bei einem Fernsehfilm nominiert war.

## Leben und Werk
Nach dem Schulbesuch absolvierte Mills ein Studium im Fach Moderne Sprachen an der University of Cambridge, das er 1934 abschloss. Seine Laufbahn als Editor in der Filmwirtschaft begann er 1939 bei dem von John Baxter inszenierten Film What Would You Do, Chums?, in dem Syd Walker, Jean Gillie und Cyril Chamberlain die Hauptrollen spielten. Während des Zweiten Weltkriegs leistete er seinen Militärdienst bei der Royal Artillery und diente während des Luftangriffs auf London (The Blitz) zwischen September 1940 und Mai 1941 in einer Flugabwehrbatterie im Bereich der Themsemündung.
Bei der Oscarverleihung 1949 war Mills, der im Laufe seiner bis 1977 dauernden Karriere bei 35 Filmen als Editor mitarbeitete, für den Oscar für den besten Schnitt nominiert, und zwar für den Ballettfilm Die roten Schuhe (The Red Shoes, 1948) der Regisseure Michael Powell und Emeric Pressburger mit den Hauptdarstellern Moira Shearer, Anton Walbrook und Marius Goring. Für die 1968 entstandene Shakespeare-Verfilmung Romeo und Julia (Romeo and Juliet) von Franco Zeffirelli mit Leonard Whiting als Romeo Montague und Olivia Hussey als Julia Capulet wurde er 1969 für den BAFTA Award für den besten Filmschnitt nominiert.
1971 inszenierte er als Regisseur seinen einzigen eigenen Film Trixis Wunderland (Tales of Beatrix Potter), in dem er mit Frederick Ashton, Alexander Grant und Julie Wood die Märchen von Beatrix Potter verfilmte. Für seine letzte Arbeit als Editor, die ebenfalls von Franco Zeffirelli inszenierte Bibelverfilmung Jesus von Nazareth (Gesù di Nazareth, 1977) mit Robert Powell, Anne Bancroft und Ernest Borgnine, wurde er 1978 für den BAFTA Award für den besten Schnitt in einem Fernsehfilm nominiert.

## Filmografie (Auswahl)
als Editor:
- 1946: Irrtum im Jenseits (A Matter of Life and Death)
- 1947: Die schwarze Narzisse (Black Narcissus)
- 1947: Abenteuer in Brasilien (The End of the River)
- 1948: Die roten Schuhe (The Red Shoes)
- 1949: Experten aus dem Hinterzimmer (The Small Back Room)
- 1950: Die schwarze Füchsin (Gone to Earth)
- 1950: Das dunkelrote Siegel (The Elusive Pimpernel)
- 1951: Hoffmanns Erzählungen (The Tales of Hoffmann)
- 1952: The Wild Heart
- 1954: Der schlafende Tiger (The Sleeping Tiger)
- 1955: Fledermaus 1955 (Oh, Rosalinda!)
- 1956: Panzerschiff Graf Spee (The Battle of the River Plate)
- 1956: Der spanische Gärtner (The Spanish Gardener)
- 1957: Mann im Feuer (Windom’s Way)
- 1959: Die tödliche Falle (Blind Date)
- 1960: Der rote Schatten (Circus of Horrors)
- 1960: Die Spur führt ins Nichts (The Criminal)
- 1962: Sie sind verdammt (The Damned)
- 1963: Der Diener (The Servant)
- 1964: King and Country – Für König und Vaterland (King and Country)
- 1967: Ulysses
- 1968: Romeo und Julia (Romeo and Juliet)
- 1969: Das Versteck – Angst und Mord im Mädcheninternat (La residencia)
- 1969: Mein Freund, der Otter (Ring of Bright Water)
- 1970: Sturmhöhe (Wuthering Heights)
- 1972: Bruder Sonne, Schwester Mond (Fratello sole, sorella luna)
- 1977: Jesus von Nazareth (Gesù di Nazareth)

als Regisseur:
- 1971: Trixis Wunderland (The Tales of Beatrix Potter)